# كولن ويلسون (منتج أفلام)
كولن ويلسون (بالإنجليزية: Colin Wilson)‏ هو منتج أفلام أمريكي. من أبرز إنتاجاته السينمائية نجد: حرب العوالم، العالم المفقود: الحديقة الجوراسية، جون كارتر وأفاتار.

## أفلامه
- كاسبر (1995)
- العالم المفقود: الحديقة الجوراسية (1997)
- سمول سولدرز (1998)
- المطاردة (1999)
- لارا كروفت: تومب رايدر (2001)
- تيرميناتور 3: نهوض الآلات (2003)
- طروادة (2003)
- حرب العوالم (2005)
- أفاتار (2009)
- جون كارتر (2012)
- الفرقة الانتحارية (2016) - منتج منفذ
- ديترويت (2017)
- ذا ميغ (2018)

## وصلات خارجية
- كولن ويلسون على موقع IMDb (الإنجليزية)
- كولن ويلسون على موقع قاعدة بيانات الفيلم (الإنجليزية)